# カール・カーポルナ - キシューイサーラーシュ線
カール・カーポルナ - キシューイサーラーシュ線（ハンガリー語;Kál-Kápolna–Kisújszállás-vasútvonal）は、ハンガリー国鉄の鉄道線の名称である。路線番号は102。

## 運行形態[1]
平日は、キシュケレ以北一日6往復、キシュケレ - クンヘジェシュ間一日7往復、クンヘジェシュ以南一日6.5往復の運行。休日は一日6往復の運行。春季の休日、および夏季は、キシュケレ以北で一日1往復が増発される。
- 過去の運行形態
2019年以前は、一部がバーンハルマ・ハラシュトーにも停車していた。平日がクンヘジェシュ以北一日6往復、クンヘジェシュ以南一日5.5往復の運行で、休日がキシュケレ以北一日6往復、キシュケレ以南一日5往復の運行であった。
2020年度より、全列車バーンハルマ・ハラシュトー通過となった。
2022年夏より、キシュケレ - キシューウサーラーシュ間に一日1往復増発された（ただし、以前も季節限定で運行していた）。
2023年4月より、キシュケレ以南のみの列車が、春季の休日と夏季限定で1往復がカール・カーポルナまで運行する様になった[2]。

## 駅一覧
以下では、ハンガリー国鉄102号線の駅と営業キロ、停車列車、接続路線などを一覧表で示す。
- ■印：全列車停車
- ●印：大部分停車、一部通過
- ○印：一部停車、大部分通過
- ｜印：全列車通過

| 路線名 | 駅名                                      | 駅間営業キロ | 累計営業キロ | S  | 接続路線                                                  | 所在地                       | 所在地           |
| ------ | ----------------------------------------- | ------------ | ------------ | -- | --------------------------------------------------------- | ---------------------------- | ---------------- |
| 102    | カール・カーポルナ駅                      | -            | 0            | ■  | 80号線（ブダペスト方面、シャートラヤウーイヘイ方面）      | ヘヴェシュ県                 | フュゼシャボニ郡 |
| 102    | エルデーテレク駅                          | 8            | 8            | ■  |                                                           | ヘヴェシュ県                 | ヘヴェシュ郡     |
| 102    | ヘヴェシュ駅                              | 9            | 17           | ■  |                                                           | ヘヴェシュ県                 | ヘヴェシュ郡     |
| 102    | ヘヴェシュヴェゼケーニ駅                  | 6            | 23           | ■  |                                                           | ヘヴェシュ県                 | ヘヴェシュ郡     |
| 102    | タルナセントミクローシュ駅                | 3            | 26           | ■  |                                                           | ヘヴェシュ県                 | ヘヴェシュ郡     |
| 102    | キシュケレ駅                              | 9            | 35           | ■  |                                                           | ヘヴェシュ県                 | ヘヴェシュ郡     |
| 102    | キシュケレ・ティサヒード駅                | 2            | 37           | ●  |                                                           | ヘヴェシュ県                 | ヘヴェシュ郡     |
| 102    | アバードサローク駅                        | 5            | 42           | ■  |                                                           | ヤース・ナジクン・ソルノク県 | ティサフュレド郡 |
| 102    | クンヘジェシュ駅                          | 11           | 53           | ■  |                                                           | ヤース・ナジクン・ソルノク県 | ティサフュレド郡 |
| 102    | エレーハート駅（臨時駅 *1）               |              | 55           | ○  |                                                           | ヤース・ナジクン・ソルノク県 | ティサフュレド郡 |
| 102    | バーンハルマ・ハラシュトー駅（休止中 *2） |              | (59)         | ｜ |                                                           | ヤース・ナジクン・ソルノク県 | ティサフュレド郡 |
| 102    | ケンデレシュ駅                            | 14           | 67           | ■  |                                                           | ヤース・ナジクン・ソルノク県 | カルツァグ郡     |
| 102    | キシューイサーラーシュ駅                  | 7            | 74           | ■  | 100号線（ツェグレード方面、ザーホニ方面、ブラショフ方面） | ヤース・ナジクン・ソルノク県 | カルツァグ郡     |

(*1):夏季のみ大部分停車、一部通過。夏季以外は全列車通過。
(*2):2019年末に休止。